# Dolerus brevicornis
Dolerus brevicornis är en stekelart som beskrevs av Ernst Gustav Zaddach 1859. Dolerus brevicornis ingår i släktet Dolerus, och familjen bladsteklar. Arten är reproducerande i Sverige.